# هنري فلاجلر
هنري موريسون فلاجلر (بالإنجليزية: Henry Morrison Flagler)‏ ء(2 يناير 1830–20 مايو 1913) صناعي أمريكي ومؤسس شركة ستاندرد أويل في أوهايو، يعتبر الأب الروحي والمساهم الأول في بناء مناطق ومدن وسواحل البالم بيتش وميامي، ومؤسس ما يسمى اليوم سكة قطارات الساحل الشرقي لفلوريدا (en)

## حياته
هنري موريسون فلاجلر، ابن كاهن مشيخي، اسمه إسحاق فلاجلر من زوجته الأرملة إليزابيث كالدويل(موريسون) هاركنس (لديها ابنان هما ستيفن ودانيال هاركنس من زواجها الأول بالدكتور ديفيد هاركنس)،.. ولد هنري يوم 20 ماي 1830 في هوبويل بولاية نيويورك الأمريكية، من أصول ألمانية بمنطقة بالاتينات (en)، كان لجده سولومون فلاجلر أحد عشرة ابناً من بينهم أبوه إسحاق
درس هنري حتى المرحلة الإعدادية ثم ترك مناهج التعليم ليلتحق بالعمل في أوهايو مع أخيه (غير شقيق) دانييل في متجر لامون هاركنس عم دانييل، ثم انتقل للعمل في عدة شركات وهيئات رسمية وخاصة أخذ الخبرة الكافية خلالها أهلته لإنشاء أول مشاريعه خاصة، حيث خسر في تجارة الملح وربح في تجارة الحبوب ليتحول لاحقا لتجارة المواد الإستهلاكية في ولاية أوهايو ومنها القطران الذي كان يستعمل في المصابيح الليلية، وهناك تعرف على جون دافيسون روكفلر سنة 1867م وساهم معه سنة 1870م كشريك وإداري بتأسيس شركة ستاندرد أويل النفطية مع مجموعة من رجال الأعمال والمستثمرين وأصحاب الخبرة في مجال النفط، وهم المخترع الكيميائي البريطاني صمويل أندروز ووليام روكفيلر شقيق جون ورجل الأعمال الشهير ستيفن هاركنس برأسمال قدره مليون دولار أمريكي والتي توسعت مصالحها وأعمالها بسرعة فائقة، وكان هنري العقل المدبر لها ومديرها التنفيذي منذ البدايات، حيث أنشأ نظام الأرشيف وخرائط التوزيع وصنف العملاء والمستودين وبنى مراكز التخزين وتعاقد مع القطارات والسفن ووسائل النقل والشحن النهري والبحري والبري وسهل للعملاء عملية التعاقد مع البنوك للبيع بالأجل والتمويل، فهو رجل عصامي كان يعمل بانتظام لفترات طويلة ليل نهار إلى جانب شريكه روكفلار لتطوير شركة ستاندرد أويل ونجح بإنشاء المصافي وخزانات الوقود ومنتوجاتها في جميع أنحاء البلاد حتى أصبحت سنة 1892م تحتكر جميع مصافي ومصانع وأعمال النفط في الولايات المتحدة الأمريكية، وبعد رحلة علاج لزوجته الأولى إلى ولاية فلوريدا سنة 1880م، وجد هنري مناطق سياحية بحاجة لفنادق ومنتجعات وخدمات عامة فحَوّل عمله إلى ميامي ومنطقة البالم بيتش سنة 1885، حيث بدأ بالتخلي تدريجيا عن إدارة وشراكة مجموعة ستاندرد أويل، وبادر بالاستثمار في فلوريدا حيث بنى العديد من الفنادق والمنتجعات الشاطئية، ويعتبر هنري فلاجلار الأب الروحي والمساهم الأول في بناء مناطق ومدن وسواحل البالم بيتش وميامي جنوب أمريكا حتى وافته المنية فيها سنة 1913م.

## وصلات خارجية
- Henry Flagler biography
- History of The Breakers Hotel
- Flagler College
- Indiana Transportation Museum exhibit of Henry Flagler's private railroad car (Florida East Coast No.90)
- Photo of Flagler and his wife
- Ohio Historical Marker 5-39[وصلة مكسورة] located in Bellevue, Ohio
- هنري فلاجلر على موقع فايند أغريف
- The History of the Standard Oil Company by Ida Tarbell
- Railroad Bells at A History of Central Florida Podcast